# Opostega abrupta
Opostega abrupta är en fjärilsart som beskrevs av Walsingham 1897. Opostega abrupta ingår i släktet Opostega och familjen ögonlocksmalar. Inga underarter finns listade i Catalogue of Life.